# Зелюмінек
Зелюмінек (пол. Zieluminek) — село в Польщі, у гміні Радзанув Млавського повіту Мазовецького воєводства.
Населення — 45 осіб (2011).
У 1975-1998 роках село належало до Цехановського воєводства.

## Демографія
Демографічна структура станом на 31 березня 2011 року:
|          | Загалом | Допрацездатний вік | Працездатний вік | Постпрацездатний вік |
| -------- | ------- | ------------------ | ---------------- | -------------------- |
| Чоловіки | 24      | 2                  | 17               | 5                    |
| Жінки    | 21      | 3                  | 12               | 6                    |
| Разом    | 45      | 5                  | 29               | 11                   |